# 弗朗西斯·克利夫兰
法蘭西斯·克拉拉·卡夫蘭·普雷斯頓（英語：Frances Clara Cleveland Preston，1864年7月21日—1947年10月29日），舊姓福爾瑟姆（Folsom），是1886年至1889年以及1893年至1897年美国第一夫人，是總統格罗弗·克利夫兰的妻子。她同時是美國歷史上首位兩度就任且任期不連續的第一夫人。
由於父親奧斯卡·福爾瑟姆與格羅弗·卡夫蘭份屬朋友，因此福爾瑟姆還是嬰兒時便與卡夫蘭首次見面。1875年父親離世後，卡夫蘭便成為了她父親的遺產執行人，以及她的非正式監護人。1881年，她入讀位於紐約州的威爾斯學院。在學期間，卡夫蘭不時探望她，又向她送花。1885年，她在畢業後接受了卡夫蘭的求婚。翌年，兩人在白宮蓝厅舉行婚禮，成為首位在白宮結婚的總統配偶。
由於格羅弗在1888年總統選舉競逐連任失敗，兩人任期結束，得以回歸私人生活，期間誕下女兒。1892年，格羅弗再度登上總統寶座，夫婦亦再次回到白宮，不過她開始將重心放在兒女身上。卡夫蘭夫婦育有五個孩子，不過只有四個長大成人。其後，她開始參與教育宣傳活動，在韋爾斯學院董事會任職，支持婦女教育，並組織修建幼兒園。1908年格羅弗離世，她獨自撫養四名孩子。1913年，她與韋爾斯學院考古學教授小托馬斯·J·普雷斯頓結婚。她在離開白宮後繼續致力於教育活動，並加入普林斯顿大学。第一次世界大战期間，她主張美國應做好戰爭準備。1947年10月29日，她在睡夢中與世長辭，享年83歲。她被安葬於普林斯頓公墓，與首任丈夫、卡夫蘭總統為鄰。

## 早年經歷

### 孩提時代

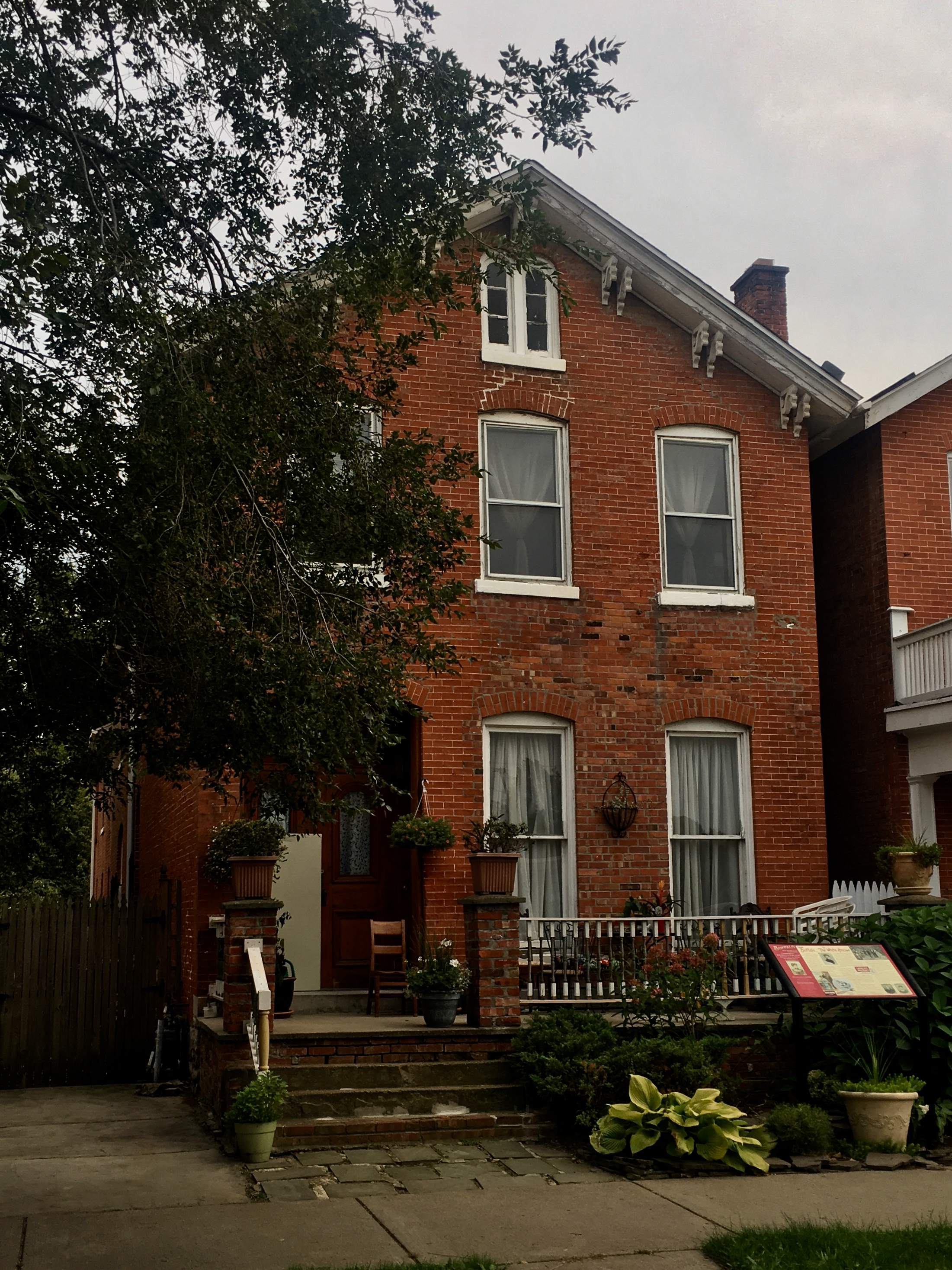
福爾瑟姆在紐約州水牛城的童年故居

弗朗西斯·克拉拉·福爾瑟姆（Frances Clara Folsom）在1864年7月21日於出生纽约州水牛城。她父親是奧斯卡·福爾瑟姆（Oscar Folsom，1837-1875），母親是艾瑪（Emma Harmon，舊姓哈蒙，1841-1915），是家中獨女，唯一的妹妹內莉·奧古斯塔（Nellie Augusta）在1872年襁褓中夭折。父親奧斯卡是位律師，與格罗弗·克利夫兰合夥經營律師事務所。 因此，福爾瑟姆和克里夫蘭第一次見面時她還是嬰兒。克里夫蘭經常出現在她的孩提時期，甚至還為她買了第一輛嬰兒車。雖然福爾瑟姆家在她出生時經濟條件寬裕，不過奧斯卡喜愛賭博，又經常用自己的錢幫助別人，令她在成長過程中為家庭帶來經濟負擔。
福爾瑟姆先後於布雷克夫人法國幼兒園和比塞爾小姐年輕女子學校上學；這兩所學校在水牛城甚受好評，她亦得到了高於當時大多數女性的教育。不上學的時候，她經常和克里夫蘭一起度過時光，她更稱他為「克里夫叔叔」。自出生起，家人們便稱她為弗蘭克（Frank），她在十幾歲亦以此名字受洗。不過，這個名字有時會給她帶來麻煩，例如是經常被學校安排參加男生活動。 
1875年7月23日，福爾瑟姆的父親死於馬車事故。卡夫蘭負責管理他的遺產，並成為福爾瑟姆的非正式監護人。福爾瑟姆和母親搬到親戚家居住，先是住在明尼蘇達州聖保羅的姨媽家中，後來又搬到紐約州梅迪納與外婆同住。接著，母女兩人又回到水牛城，在找到房子前輾轉定居在不同的寄宿公寓。

### 韋爾斯學院
14歲時，福爾瑟姆加入了長老教會，終生忠於信仰。她後來在布法羅中央高中上學，並與神學院學生訂婚，但不久後兩人決定維持朋友關係，婚約亦因而解除。1881年10月，福爾瑟姆在完成學業前離校。儘管福爾瑟姆尚未完成學業，但身為水牛城市長的卡夫蘭卻用手中權力令她取得結業證書，並讓她進入位於紐約州卡尤加縣奥罗拉的韋爾斯學院讀大二。在學院裏，福爾瑟姆向校長海倫·費爾柴爾德·史密斯學習禮儀，並很快成為優秀學生，在社交生活佔據了中心位置。另外，她在校期間對攝影和政治學產生興趣，並參加了鳳凰社辯論俱樂部。她更在同一日兩度被求婚；雖然她接受了其一，但最後仍是決定做回朋友而解除婚約。
卡夫蘭在此時已成為紐約州州長，但在福爾瑟姆就讀韋爾斯學院時仍然與她保持通信。卡夫蘭不時探望她，向她送花，並在她日程允許的情況下帶她遊覽全州。由於卡夫蘭的總統就職典禮與福爾瑟姆的期末考試日期相衝突，因此她無法抽身出席典禮，但她在幾週後的春假期間前往白宮拜訪卡夫蘭。华盛顿哥伦比亚特区和白宮都給她留下美好印象。在她到埗後首晚，她更陪伴新任總統在東廳散步。她還獲准在華盛頓紀念碑開幕前登上參觀，並在該處遇見前第一夫人哈麗特·萊恩。

### 訂婚
1885年6月20日，福爾瑟姆從韋爾斯學院畢業，並在紐約州懷俄明縣的祖父家度過夏天。同年8月，卡夫蘭致信福爾瑟姆向她求婚，後者當時正在宾夕法尼亚州斯克蘭頓拜訪朋友。福爾瑟姆接受求婚後，便陪伴母親和表弟展開為期一年的歐洲之旅。儘管福爾瑟姆急於結婚，但母親和卡夫蘭都堅持讓她利用這個機會旅行，並在婚前考慮自己的未來。所有關係者都同意對計劃中的婚禮保密，另一方面白宮女主人一職由卡夫蘭的妹妹蘿絲·克里夫蘭擔任。公眾對於總統感情生活的猜測屢見不鮮，因此有關卡夫蘭和福爾瑟姆訂婚的傳言最初只被當作流言蜚語，熱門八卦更宣稱福爾瑟姆的母親有可能成為卡夫蘭的伴侶。不過，當記者在國外發現福爾瑟姆一家正在選購婚紗後，坊間謠言四起。
福爾瑟姆一家回程時得知記者正在追查他們的行蹤，他們不得不秘密登船回國。返國後，他們受到媒體熱烈歡迎，而當總統代表帶走他們時，有關卡夫蘭的傳言亦似乎得到證實。直到第二天晚上，白宮才正式宣布總統打算與弗朗西斯·福爾瑟姆結婚。1886年5月30日，卡夫蘭在紐約參加裝飾日遊行時拜訪了福爾瑟姆。6月1日，福爾瑟姆與母親乘火車前往華盛頓特區。媒體的關注很快使福爾瑟姆成為名人。

## 第一夫人

### 婚禮

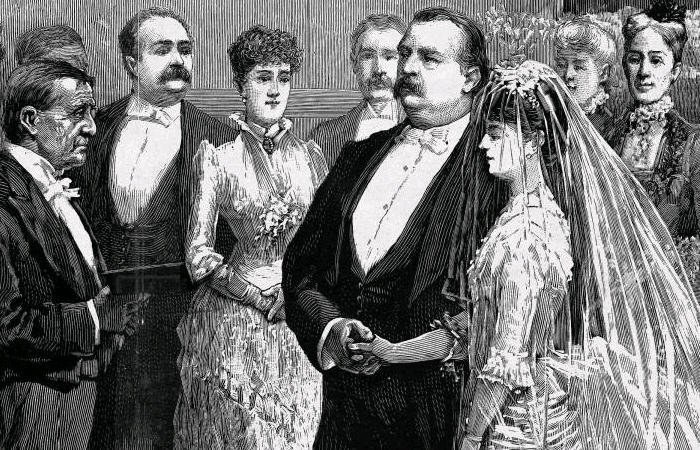
《總統的婚禮》，由畫家圖爾·德圖爾斯特魯普繪於1886年6月

1886年6月2日，格羅弗·卡夫蘭和法蘭西斯·福爾瑟姆在白宮蓝厅舉行婚禮。總統希望舉行一場安靜的婚禮，因此只邀請了31位賓客，並明確拒絕媒體進入。白宮外則有數以百計市民聚集慶祝並為新人獻上祝福。法蘭西斯·卡夫蘭是首位在白宮結婚的總統配偶，亦是美國史上最年輕的總統配偶。當時她年僅21歲，新郎則是49歲。婚禮過後，卡夫蘭伉儷在马里兰州鹿園度蜜月一周。不過，蜜月期間他們時常遭記者跟蹤，私隱備受侵犯。返回白宮後，他們舉辦了兩場婚宴，其中一場向公眾開放。

### 第一任期

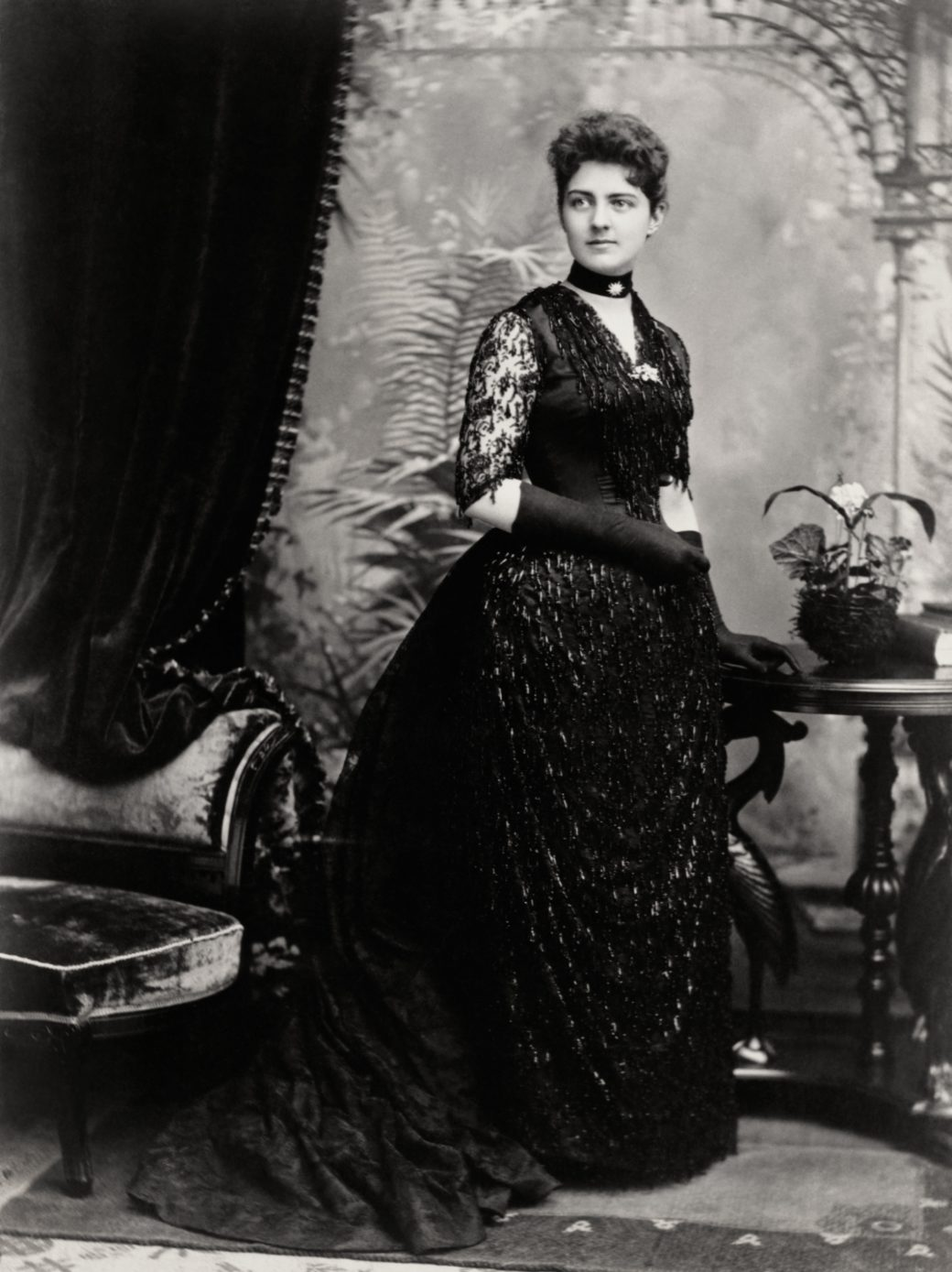
身穿正式禮服的卡夫蘭，攝於1886年

法蘭西斯·卡夫蘭上任第一夫人後隨即吸引了前所未有的公眾關注，甚至令夫婦二人決定不住在白宮的居住區，而是搬到私人住宅「紅頂」（Red Top），旨在躲避公眾和媒體。每晚，卡夫蘭夫婦都會驅車前往私人住宅監督裝修進度。卡夫蘭與社交名流弗洛拉·佩恩合作，為進入上流社會作更好準備。她還與詩人理察·華生·吉爾德及其妻海倫娜成為密友，甚至會陪同他們與當時的著名作家見面。此外，她一直與威爾斯學院保持聯繫，並於1887年成為學院董事會成員。
卡夫蘭對公眾保持著開放的態度，而這是她丈夫和前任白宮女主人蘿絲·克里夫蘭所沒有的。為了接待所有希望參觀白宮的人，她在週六舉辦了許多社交活動，以確保這些活動不會與職業女性的日程安排互相衝突。卡夫蘭收到了無數美國人民的來信，其中許多人要求她在總統政治任命上施加影響。她閲讀了收到的所有信件，但在回信時尋求總統秘書的幫助；最終，她聘請朋友米妮·亞歷山大（Minnie Alexander）擔任私人秘書。她的開放態度也擴展至白宮的工作人員，並與他們保持著密切關係。
卡夫蘭對於提升總統婚後的交際能力可謂功不可沒。即使公務繁忙，總統仍會抽出時間陪伴夫人，乘坐馬車和前往劇院看戲。卡夫蘭負責家庭瑣事，甚少干涉丈夫施政。儘管如此，她的受歡迎程度仍然對丈夫的行政很有幫助。許多總統的政敵都承認，在第一夫人得到如此支持的情況下，很難攻擊現屆政府。批評者亦只能小心翼翼地不要直接攻擊她，以免引起公眾強烈反彈。1888年關稅大辯論期間，她甚至獲委派為總統代表，在觀眾席上靜靜觀察。
1887年，卡夫蘭伉儷巡遊美國。期間，法蘭西斯時常被蚊蟲叮咬，黑眼圈越來越重，又因為長時間與民眾握手以至於每晚都需要用冰袋敷手。巡遊期間人潮洶湧，常常導致馬車無法前行。兩人到訪芝加哥期間估計有超過十萬人到場，警察和士兵不得不控制人群，而為保總統安全其助手亦將他帶離現場。往後，卡夫蘭決定避免參與這類公開露面活動。
當總統第一任期即將結束時，政敵們開始製造謠言來損害卡夫蘭的聲譽。謠言宣稱格羅弗辱駡法蘭西斯；對此，法蘭西斯公開稱讚丈夫，並嚴厲譴責謠言屬政治抹黑。在當時，第一夫人如此公開地談論這樣的話題極為罕見。另一謠言更稱她對丈夫不忠，與報紙編輯亨利·沃特森有染。當她的丈夫在1888年總統選舉中尋求連任時，她仍然是位重要人物。在1888年的民主黨全國代表大會上，她是首位在演講中獲得認可的第一夫人。 

### 回歸私人生活

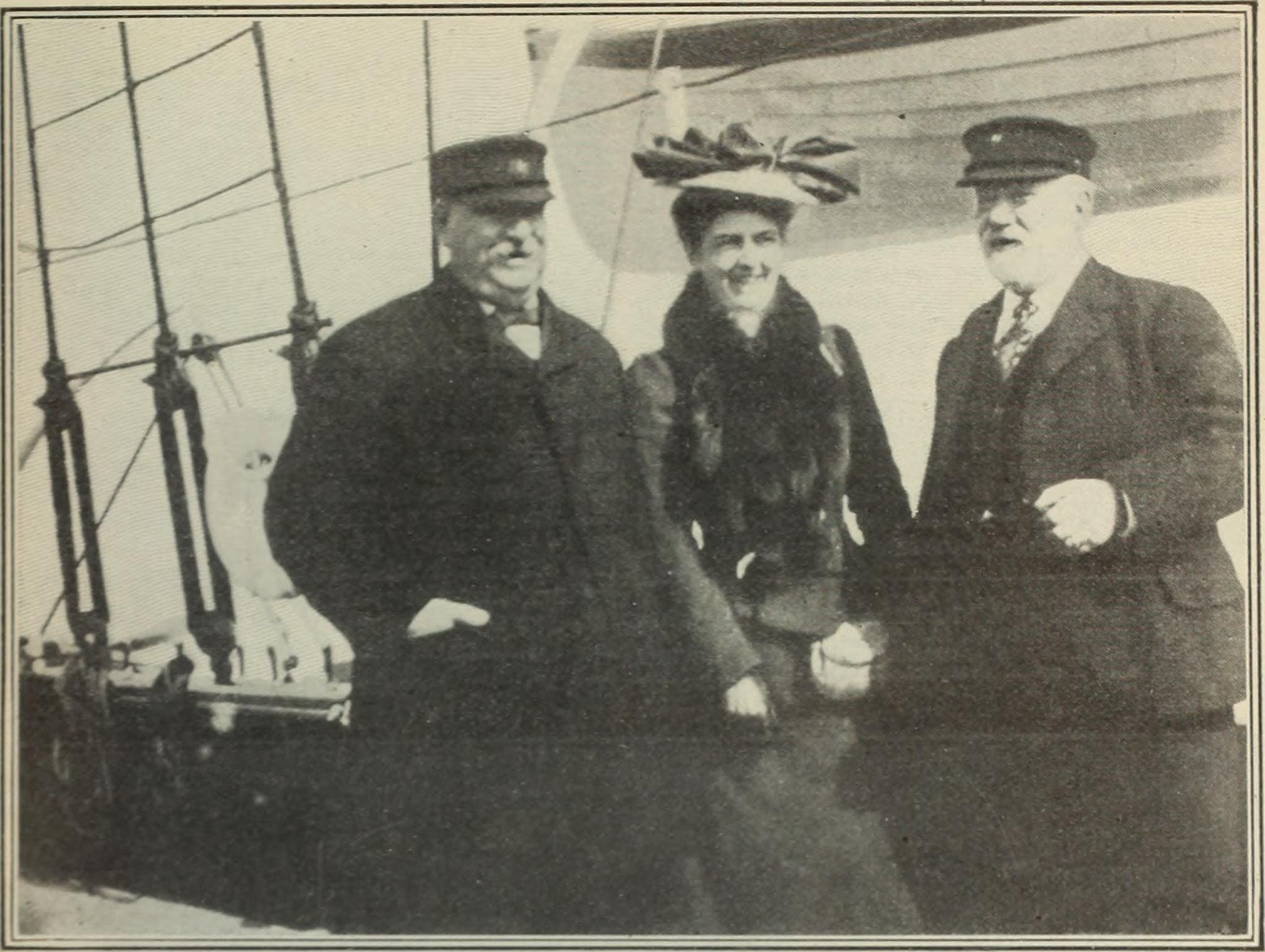
1890年，卡夫蘭伉儷和友人艾利亞斯·科尼利厄斯·本尼迪克特在奧奈達號蒸汽遊艇上的留影

隨著格羅弗競逐連任失敗，法蘭西斯的第一夫人任期亦隨之而結束，但她告知白宮工作人員他們將會在下屆回歸。離開白宮後，卡夫蘭伉儷出售別墅，搬到紐約麥迪遜大道。由於卡夫蘭婚後從未把持家庭，導致她在從公共生活向私人生活的轉變過程中舉步維艱。 在接下來的幾個月裡，她經歷了一段抑鬱期，並隱居至吉爾德夫婦位於紐約州馬里恩的小屋。卡夫蘭夫婦在該地區找到一間待租小屋，不過最終決定買入位於麻薩諸塞州巴澤茲灣的格雷蓋布爾斯避暑別墅，並在該處發展家庭生活。他們經常在別墅接待親朋好友，包括吉爾德夫婦和演員約瑟夫·杰斐遜。兩人在此找到慰藉，可以過上相對正常的生活。
儘管卡夫蘭不再是第一夫人，但她仍然是公眾關注的焦點。在擔任第一夫人期間，她時常參與慈善工作，並透過慈善項目更大程度地參與紐約的社交生活。 雖然夫婦兩人偶爾會在這些項目上合作，但離開白宮後他們大多過著各自的社交生活。卡夫蘭經手的其中一個慈善項目是促進紐約幼兒園的發展，並擔任吉爾德紐約幼兒園協會的副會長。1891年，她誕下女兒露絲·卡夫蘭，因此受到更多的關注。 像卡夫蘭這類地位顯赫的女性通常會聘請保姆來育嬰，她卻全心全意地照顧孩子，甚至親自為孩子洗澡。 
1892年總統選舉中，格羅弗擊敗了時任共和黨總統本杰明·哈里森，再度登上總統寶座。競選期間格羅弗團隊在其競選材料的顯眼位置加上其妻的肖像，但其實格羅弗從未同意。法蘭西斯的社交關係和媒體報導對格羅弗在紐約州的競選活動很有價值。她在該州的慈善工作以及與吉爾德夫婦的友誼亦使卡夫蘭夫婦與紐約四百人社團建立了聯繫，並有助贏得心懷不滿的共和黨人支持。這些因素促使格羅弗在家鄉州獲勝，而他卻在1888年未能做到此點。儘管如此，他不同意妻子干涉他的政治生涯。格羅弗再次成為總統後，夫婦便搬離麥迪遜大道的家。他們在就職典禮之前住在51街，與友人艾利亞斯·科尼利厄斯·本尼迪克特相鄰，接著再搬往新泽西州雷克伍德。

### 第二任期

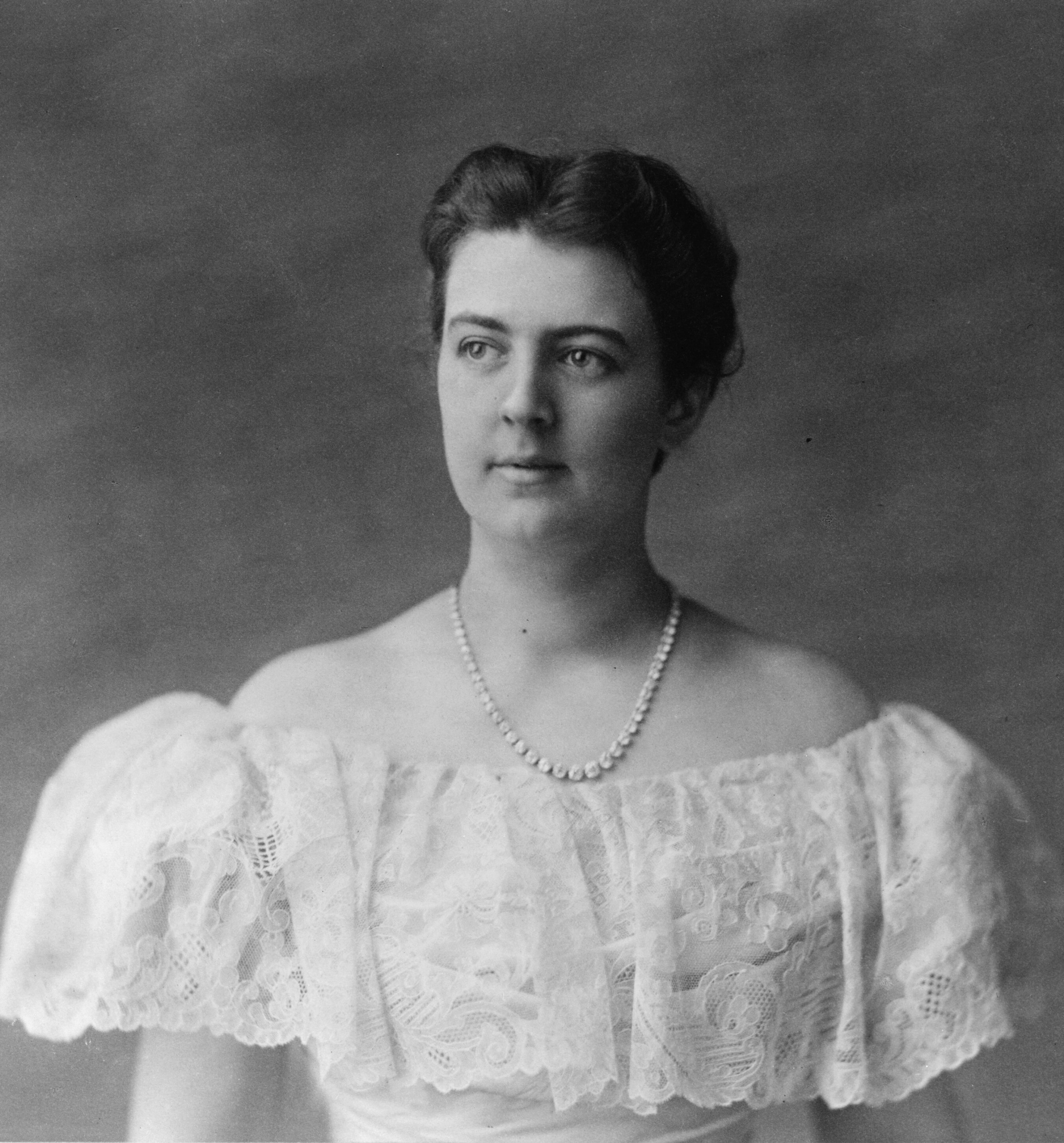
卡夫蘭的肖像，攝於1897年2月

卡夫蘭夫婦於1893年3月4日重返白宮。正如她丈夫是美國歷史上首位兩度當選且任期不連續的總統，法蘭西斯也成為首位兩度就任且任期不連續的第一夫人。不過，她開始意識到第二次擔任第一夫人所要承擔的一切，因而更加忐忑不安。她的日常工作與首次上任時大致相同，包括在晚上與總統一起開車以及出席週六的宴會。她接待了在之前擔任第一夫人期間所遇過的熟悉人物以及國家元首，其中一次她更不顧先例，在酒店會見西班牙公主歐拉麗亞。法蘭西斯還繼續致力於建立幼兒園，參與「無友有色女孩之家」的活動，並於1896年與該團體一同參觀都會非裔衛理公會教堂。
有別於丈夫的首個任期，卡夫蘭在其夫第二任期傾向保護他。隨著1893年恐慌的到來，總統施政舉步維艱，卡夫蘭發現自己需要照料丈夫。總統的健康狀況在第二任期內每況愈下，妻子對他的健康越來越上心，鼓勵他多休息。儘管卡夫蘭懷上了第二個孩子（此時已是第七個月），但是當總統明顯患癌時，她仍負責對總統的病情保密並照顧他的健康。她會為總統的缺席掩飾，並代他寫信，堅稱他只是患上風濕病。
卡夫蘭在擔任第一夫人期間誕下兩名女兒，包括是1893年出生的艾絲特·卡夫蘭和1895年出生的馬里恩·卡夫蘭（Marion Cleveland）。她在白宮誕下艾絲特，成為唯一一位在總統官邸分娩的第一夫人。她大部分時間都花在撫養三個孩子上，甚至會和孩子們一同在地板上玩耍，這令僕人們大吃一驚，因為他們從未見過第一夫人會有如此舉動 。她在丈夫第二任期內對德國文化產生了濃厚的興趣，她學會了說德語，還聘請了一名德國保姆，以便孩子們亦能學習這門語言。她的時間被第一夫人和母親這兩個角色所佔據。另外，她在第二任期時的社交活動不如第一任期活躍，在1894年的社交季內只舉辦了一次宴會。
卡夫蘭夫婦對媒體和公眾將注意力集中在子女身上感到不滿，甚至提出白宮在他們在場時不對公眾開放的爭議性要求。 他們購買了另一處私人住宅「伍德利」（Woodley），旨在遠離白宮居住。然而，公眾仍然到新住所騷擾他們。而在1894年，更有三名男子在卡夫蘭夫婦住所外跟蹤騷擾，此令卡夫蘭感到恐懼。出於擔心孩子們的安全，她讓當地警局派人駐守，但她不想讓丈夫聽到這個消息而擔心。 
在卡夫蘭最後一次以第一夫人名義召開的週六宴會上，有超過3000人出席，不少更與她握手。離開白宮時，她哭著並親自向每位白宮工作人員告別。這種有組織的道別儀式在未來被諸位第一夫人採用，最後更成為傳統。儘管離開時情緒激動，但她後來還是對自己不再是第一夫人表示欣慰，因為她還記得圍繞在她身邊的謠言和謊言。

## 喪偶和再婚

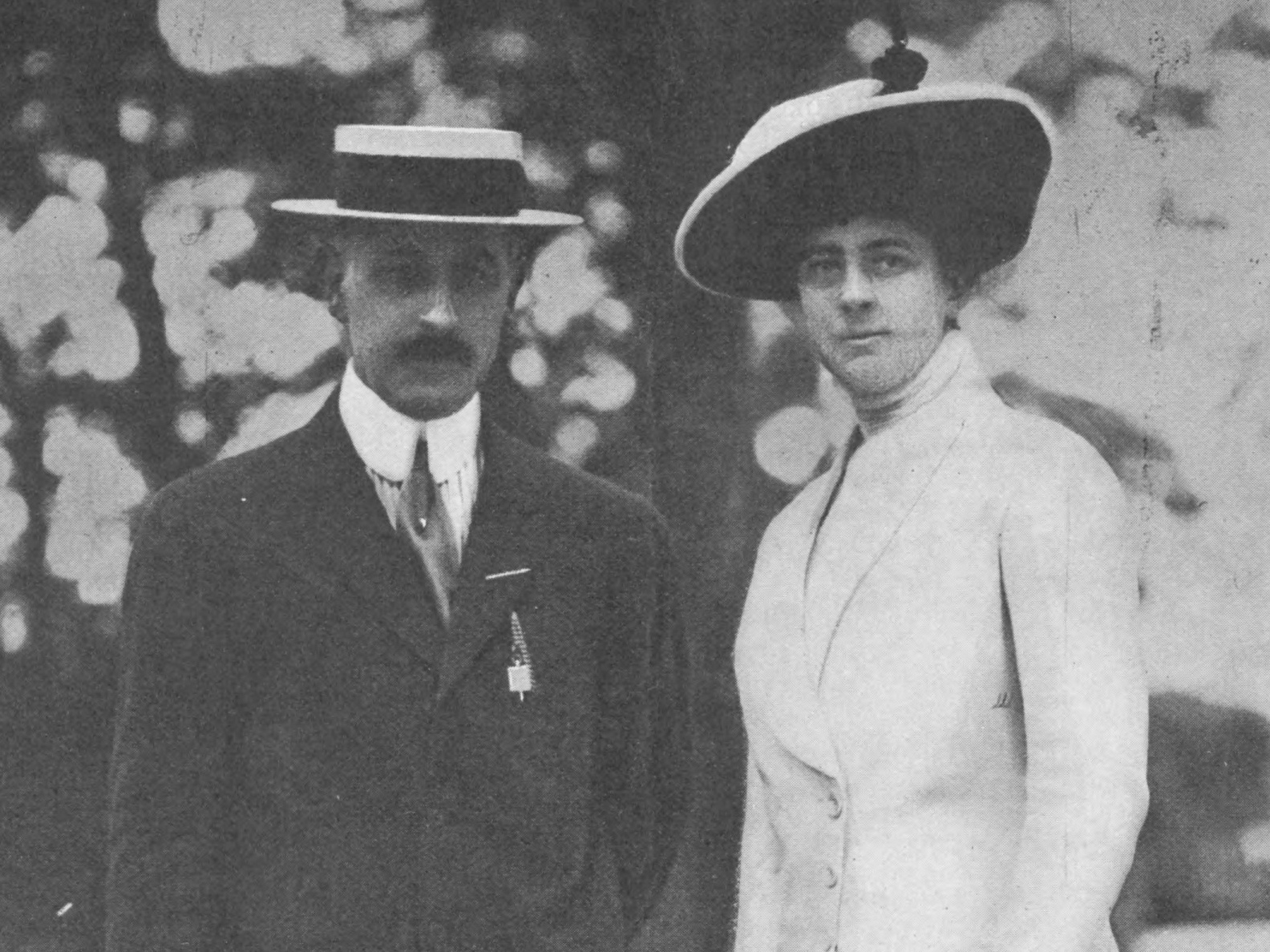
弗朗西斯與第二任丈夫小托馬斯·J·普雷斯頓的合影，攝於1913年

再度離開白宮後，卡夫蘭夫婦購買了位於新泽西州普林斯頓一處名為「韋斯特蘭」（Westland）的房產。接下來的幾年裡，卡夫蘭又生了兩個孩子：理查德·卡夫蘭和法蘭西斯·卡夫蘭。1904年，長女露絲因白喉而在格雷蓋布爾斯避暑別墅離世。為免其他孩子受感染，同時亦不想觸景傷情，卡夫蘭夫婦賣掉房子，並於新罕布什尔州塔姆沃思購入另一避暑別墅。卡夫蘭夫婦與普林斯顿大学合作，為許多學生提供經濟支援。1908年，格羅弗因心臟病發在普林斯頓辭世，法蘭西斯獨自撫養四名孩子。她拒絕了作為喪偶的第一夫人依法享有的撫恤金，不過在1909年接受了政府向總統遺孀提供的免付郵資權。
1909年3月，卡夫蘭在卡内基音乐厅為其夫舉行追悼會。丈夫去世後，她捲入了一場針對作家鮑頓·布蘭登伯格（Broughton Brandenburg）的法律訴訟，起因是《纽约时报》向布蘭登伯格支付了一篇據稱由格羅弗·卡夫蘭生前撰寫的文章的稿費，但後來報社發現文章是布蘭登伯格偽造。在她發現文章並非出自丈夫手筆後，已經無法阻止報社刊登，故此她在法庭指控布蘭登伯格，最終後者被裁定重竊罪罪名成立。這一事件成為全國頭條新聞。1909年9月至1910年5月間，她仍處於失去丈夫的悲痛當中，於是她與家人一起去歐洲散心。
1912年10月29日，威爾斯學院宣佈卡夫蘭打算再婚。她與考古學教授兼威爾斯學院代理院長小托馬斯·J·普雷斯頓訂婚，並擔任學院理事會理事。1913年1月，她應邀回到白宮參加慶祝訂婚的晚宴，這讓之前就認識她的工作人員興奮不已。與數十年前的訂婚一樣，她對過程秘而不宣，以減低媒體的關注。威爾斯學院和普林斯頓大學都向他們表示祝賀，並希望這對新人能活躍在各自的校園裡。1913年2月10日，法蘭西斯·卡夫蘭興小托馬斯·J·普雷斯頓結為連理。她亦是首位再婚的總統遺孀。婚後，普雷斯頓夫婦前往佛罗里达州度蜜月。第二任丈夫繼續在普林斯頓大學任教，而她在那裡繼續成為校園社交生活中的焦點。

## 之後的生活

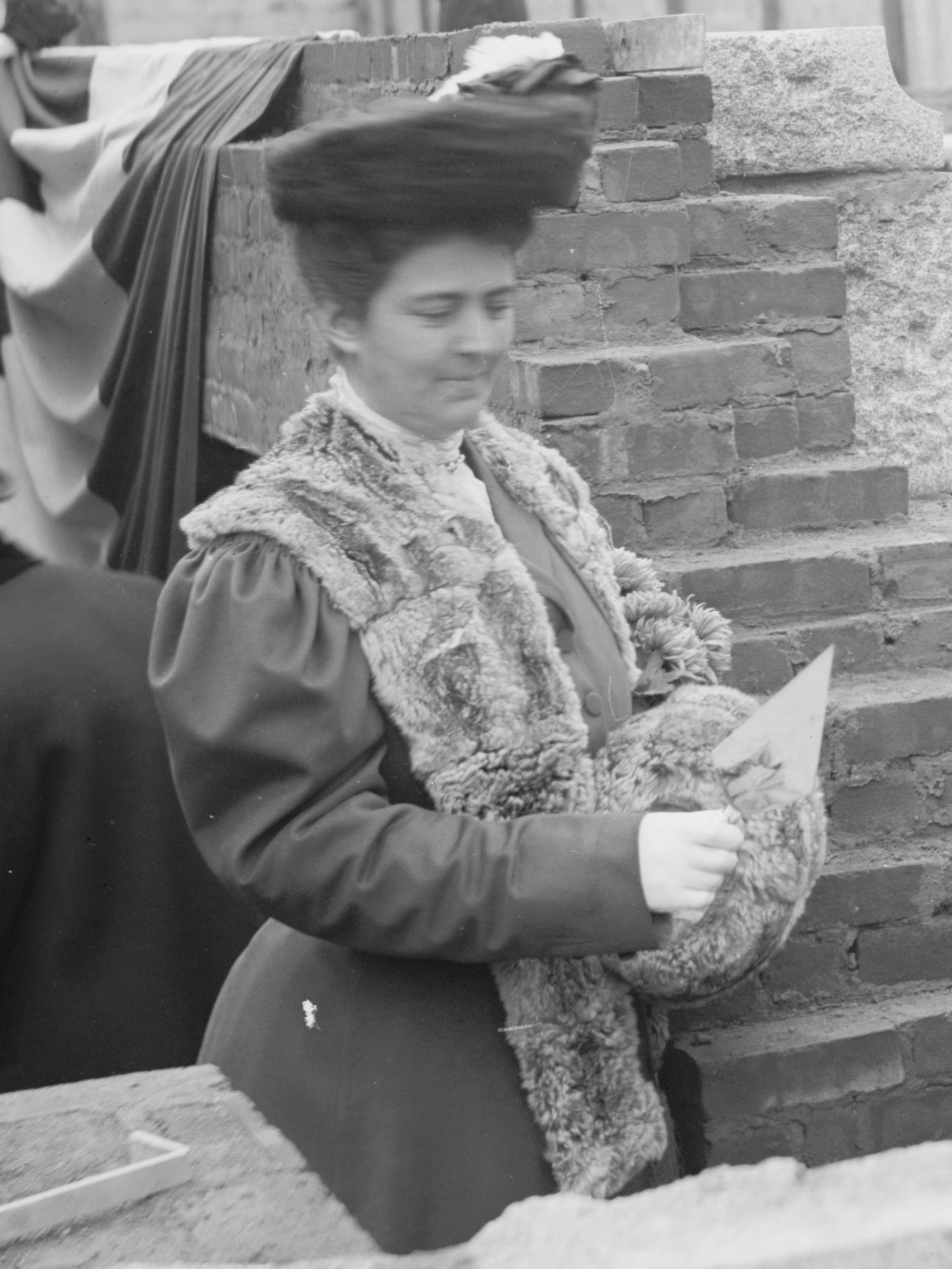
卡夫蘭·普雷斯頓在建築奠基儀式上拿著小鏟子

1914年4月，普雷斯頓夫婦搬到倫敦生活。同年8月，時值第一次世界大战爆發，法蘭西斯·卡夫蘭·普雷斯頓正與孩子和母親在瑞士圣莫里茨度假。他們經意大利热那亚返航，於10月1日抵達美國。普雷斯頓夫婦在戰爭期間與社會活動家所羅門·史丹伍德·孟肯和羅伯特·麥克納特·麥克羅伊合作，促進國家提升軍事預備狀態。她被委任為國家安全聯盟發言人辦公室主任，負責組織支持戰爭的集會及其他活動。然而，她因指責一些美國人未被同化而引起爭議，部分聯盟成員亦不滿她在愛國主義教育方面過於狂熱，最終她在1919年12月8日辭任。
隨著年齡增長，卡夫蘭·普雷斯頓對自己的政治信仰更加直言不諱；她在反對女性參政權方面佔據了重要位置，並從1913年至1920年擔任新澤西州反對女性參政權協會的副主席。1928年總統選舉中，她向首任丈夫以外的人提供了唯一一次正式的政治支持，支持艾尔弗雷德·E·史密斯競選總統。她曾與史密斯夫婦見過面，並對針對他們的反天主教攻擊感到不滿。她特別同情史密斯的妻子凱瑟琳，故此特意在活動中與她坐在一起，以示支持。
卡夫蘭·普雷斯頓頗為欽佩富兰克林·德拉诺·罗斯福的妻子埃莉诺·罗斯福，因此她在1932年支持羅斯福擔任總統。不過，受到首任丈夫反對三度連任的理念影響，她在1940年未有支持羅斯福，而是支持哈里·S·杜鲁门。在杜魯門擔任總統期間，她應邀參加了白宮的一次午餐會，並在會上見到德怀特·艾森豪威尔將軍。據報導，艾森豪威爾沒有認出她，並問她以前住在這座城市的哪個地方，她回答說她曾住在白宮。
卡夫蘭·普雷斯頓在晚年患有白内障，為此她特意學習盲文以使用盲文打字機。完成白內障摘除手術後，她繼續使用盲文打字機，為患有視力障礙的學童將書籍翻譯成盲文。此外，她還涉足戲劇界，有時更與兒子創立的劇團一起旅行。1946年6月，卡夫蘭·普雷斯頓出席了普林斯頓大學二百週年慶典，這也是她最後一次公開露面。1947年10月29日，她在兒子李察位於巴爾的摩的家中度過50歲生日時，在睡夢中與世長辭，享年83歲。她被安葬於普林斯頓公墓，與首任丈夫、卡夫蘭總統為鄰。

## 影響

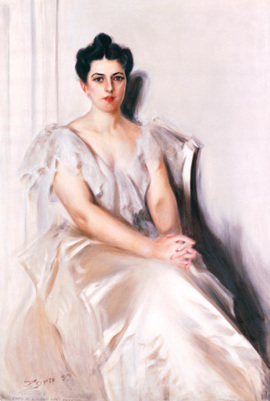
安德斯·佐恩在1899年為卡夫蘭·普雷斯頓所繪畫的肖像畫

卡夫蘭作為第一夫人深受愛戴，吸引了前所未有的媒體和公眾關注。不過，總統對於記者鉅細無遺地把其夫人的旅途行蹤和活動記錄下來的做法感到憤怒。這種狂熱有時甚至變得危險，大批民眾爭先恐後地擠著要見她，有可能撞到她或他人。她入主白宮後減輕了總統脾氣壞的名聲，並把他的形象塑造成好丈夫、好父親。
卡夫蘭的聲譽影響了往後第一夫人的角色。她在擔任第一夫人時所使用的樣板信一直被繼任者沿用，直至埃莉诺·罗斯福上任後才重新起草。為了紀念法蘭西斯·卡夫蘭，威爾斯學院於1911年建立了卡夫蘭會堂。同時代的人將她列為傑出第一夫人。1982年，錫耶納學院研究所就第一夫人的表現向歷史學家發起調查；當時卡夫蘭在42位第一夫人內排行第13位，不過在2008年的民意調查中她在38位中排行第20位。

### 時尚與形象
卡夫蘭的名氣和媒體報導大多集中在她外表和時尚上，她的打扮款式更被全美女性廣泛模仿。當中包括她的髮型，她習慣在剃光的後頸上打一個低結，而此在後來被稱為「卡夫蘭髮型」。她的衣著選擇和購買影響了公眾的消費行為，據說她使用的產品亦越來越受歡迎。《亞特蘭大憲法》曾發表文章錯誤地稱她不再購買巴斯爾裙襯，隨即令產品銷量大跌。婦女基督徒節制會擔心她樹立不良榜樣，而致信要求她穿得更加端莊得體，但遭到拒絕。
卡夫蘭的超高人氣導致她的形象出現在多則廣告上，不少生產商都謊稱她有份代言旗下產品。問題越演越烈，以致有議員在國會提出法案規定婦女享有人格權，並將未經授權使用個人形象的行為定為犯罪，但該法案未有通過。卡夫蘭在第二任期內改變了時尚選擇，穿著緊身禮服，頭戴羽毛圍巾和闊邊帽，反映了快樂90年代的潮流。關於她晚年活動的新聞報導亦不時提及她的時尚品味。

### 政治
雖然卡夫蘭本人對政治很感興趣，但她在擔任第一夫人期間並沒有公開談論自己的政見。唯一例外是夏威夷共和國的局勢，她支持復辟君主制，並由卡奧拉尼公主作為法定繼承人繼承王位。她還支持禁酒運動，親自戒酒並向婦女基督徒節制會捐款。儘管如此，她不願意將這些信念強加於人，並繼續在白宮宴會上向賓客提供葡萄酒。
卡夫蘭沒有參與政治活動，而是與慈善團體合作，例如是為窮人製作衣服的針線活協會，以及在節日期間向兒童贈送禮物的聖誕俱樂部和有色人種聖誕俱樂部。她的活動主要集中在藝術領域，是國際版權保護的支持者，甚至在1888年擔任第一夫人期間出席了相關議題的會議。她還提供慈善支持，贊助了許多有抱負的音樂家。
卡夫蘭支持婦女教育，並認為這是實現男女平等的重要一步。不過，她不支持女性參政權，並且在擔任第一夫人期間避免評論這項有爭議的議題。與她那一代許多反對婦女參政的女性一樣，她認為參與政治是種必須避免的不幸義務，而且會危及婦女對家庭的控制。即使如此，她在第十九修正案通過後仍決定參與選舉投票。

## 腳注
1. 1 2 3  Dunlap 2009，第13頁.
2. 1 2 3 4 5 6  Schneider & Schneider 2010，第140頁.
3. 1 2 3 4 5 6 7 8 9  . National First Ladies' Library.   [2023-08-27]. （原始内容存档于2022-11-20） （英语）.
4. 1 2 3  Severn 1996，第243頁.
5. 1 2  Scofield 2016，第268頁.
6. 1 2 3 4 5 6  Caroli 2010，第106頁.
7. 1 2  Dunlap 2009，第15頁.
8. ↑  Watson 2001，第144頁.
9. ↑  Severn 1996，第245頁.
10. ↑  Watson 2001，第145頁.
11. ↑  Longo 2011，第93頁.
12. ↑  Anthony 1990，第230頁.
13. 1 2 3  Dunlap 2009，第16頁.
14. 1 2 3  Dunlap 2009，第17頁.
15. 1 2  Severn 1996，第246頁.
16. ↑  Dunlap 2009，第19頁.
17. ↑  Dunlap 2009，第21頁.
18. 1 2  Severn 1996，第247頁.
19. 1 2  Dunlap 2009，第23頁.
20. ↑  Dunlap 2009，第3頁.
21. ↑  Williams 1886，第7-9頁.
22. 1 2 3  Severn 1996，第248頁.
23. 1 2  Watson 2001，第146頁.
24. 1 2 3  Scofield 2016，第269頁.
25. ↑  Scofield 2016，第266頁.
26. ↑  Boller 1988，第167頁.
27. 1 2  Severn 1996，第249頁.
28. 1 2  Anthony 1990，第250頁.
29. 1 2  Severn 1996，第250頁.
30. 1 2 3  Schneider & Schneider 2010，第141頁.
31. 1 2 3 4  Anthony 1990，第253頁.
32. ↑  Dunlap 2009，第9頁.
33. ↑  Dunlap 2009，第25頁.
34. 1 2  Severn 1996，第251頁.
35. 1 2 3 4 5 6 7 8 9  Schneider & Schneider 2010，第142頁.
36. ↑  Dunlap 2009，第29頁.
37. ↑  Dunlap 2009，第40-44頁.
38. 1 2 3 4 5  Schneider & Schneider 2010，第143頁.
39. ↑  Dunlap 2009，第31頁.
40. 1 2 3 4  Scofield 2016，第270頁.
41. 1 2 3 4  Caroli 2010，第107頁.
42. ↑  Dunlap 2009，第39頁.
43. 1 2  Feinberg 1998，第118頁.
44. 1 2  Dunlap 2009，第30頁.
45. ↑  Boller 1988，第170頁.
46. 1 2 3 4  Anthony 1990，第262-263頁.
47. 1 2  Severn 1996，第253頁.
48. ↑  Severn 1996，第252頁.
49. ↑  Anthony 1990，第265頁.
50. 1 2  Anthony 1990，第267頁.
51. ↑  Dunlap 2009，第62頁.
52. 1 2  Dunlap 2009，第66頁.
53. 1 2 3  Severn 1996，第255頁.
54. 1 2 3 4  Dunlap 2009，第72頁.
55. 1 2  Anthony 1990，第273頁.
56. ↑  Dunlap 2009，第70頁.
57. ↑  Dunlap 2009，第74頁.
58. 1 2 3 4 5 6  Schneider & Schneider 2010，第144頁.
59. 1 2 3 4  Dunlap 2009，第77-78頁.
60. ↑  Dunlap 2009，第80頁.
61. ↑  Anthony 1990，第274頁.
62. ↑  Dunlap 2009，第83頁.
63. 1 2 3  Anthony 1990，第275頁.
64. ↑  Dunlap 2009，第82頁.
65. 1 2 3  Scofield 2016，第271頁.
66. 1 2 3 4  Anthony 1990，第276頁.
67. 1 2 3  Watson 2001，第149頁.
68. ↑  Dunlap 2009，第94頁.
69. ↑  Anthony 1990，第277頁.
70. ↑  Dunlap 2009，第104頁.
71. 1 2  Dunlap 2009，第99頁.
72. ↑  Dunlap 2009，第96頁.
73. 1 2 3  Anthony 1990，第278頁.
74. ↑  Anthony 1990，第281頁.
75. ↑  Dunlap 2009，第107頁.
76. ↑  Anthony 1990，第300頁.
77. 1 2 3 4 5 6 7 8  Schneider & Schneider 2010，第145頁.
78. 1 2 3 4  Severn 1996，第257頁.
79. ↑  Dunlap 2009，第110頁.
80. 1 2  Caroli 2010，第108頁.
81. ↑  Anthony 1990，第336頁.
82. ↑  Dunlap 2009，第122-123頁.
83. 1 2 3  Dunlap 2009，第120-121頁.
84. ↑  Dunlap 2009，第122-127頁.
85. 1 2  Dunlap 2009，第128-129頁.
86. ↑  Dunlap 2009，第130-131頁.
87. ↑  Anthony 1990，第336-337頁.
88. 1 2  Dunlap 2009，第130頁.
89. 1 2 3 4  Severn 1996，第258頁.
90. 1 2  Dunlap 2009，第134頁.
91. 1 2  Dunlap 2009，第139-141頁.
92. ↑  Dunlap 2009，第142-143頁.
93. 1 2  Anthony 1990，第429頁.
94. ↑  Anthony 1990，第451, 473頁.
95. ↑  Anthony 1990，第506, 526頁.
96. 1 2  Watson 2001，第150頁.
97. ↑  Dunlap 2009，第161頁.
98. ↑  Anthony 1990，第527頁.
99. ↑  . Hartford Courant. 1947-10-30  [2023-09-02]. （原始内容存档于2021-04-09） （英语）.
100. ↑  Strauss, Robert. . New Jersey Monthly. 2013-09-17  [2023-09-02]. （原始内容存档于2023-07-09） （英语）.
101. ↑  Dunlap 2009，第33-34頁.
102. ↑  Anthony 1990，第257頁.
103. ↑  Anthony 1990，第459頁.
104. ↑  . Wells College.   [2023-09-02]. （原始内容存档于2011-06-14） （英语）.
105. ↑  Dunlap 2009，第59頁.
106. ↑   (PDF). Siena Research Institute. 2008-12-08  [2023-09-02]. （原始内容存档 (PDF)于2023-03-27） （英语）.
107. 1 2  Boller 1988，第173-174頁.
108. 1 2  Anthony 1990，第263-264頁.
109. ↑  Dunlap 2009，第162頁.
110. ↑  Watson 2001，第148頁.
111. ↑  Dunlap 2009，第50-51頁.
112. ↑  Anthony 1990，第259頁.
113. 1 2  Anthony 1990，第260頁.
114. ↑  Dunlap 2009，第134-135頁.
115. ↑  Dunlap 2009，第135-136頁.

## 文獻
- Anthony, Carl Sferrazza. . William Morrow and Company. 1990. ISBN 0-688-07704-8 （英语）.
- Boller, Paul F. Jr. . Oxford University Press. 1988. ISBN 978-0-19-503763-0 （英语）.
- Caroli, Betty Boyd. . Oxford University Press. 2010. ISBN 978-0-19-539285-2 （英语）.
- Dunlap, Annette. . Excelsior Editions. 2009. ISBN 978-1-4384-2817-8 （英语）.
- Feinberg, Barbara Silberdick. . Franklin Watts. 1998. ISBN 978-0-531-11379-0 （英语）.
- Longo, James McMurtry. . McFarland. 2011. ISBN 978-0-7864-8846-9 （英语）.
- Schneider, Dorothy; Schneider, Carl J. (编).  3rd. Facts on File. 2010. ISBN 978-1-4381-0815-5 （英语）.
- Scofield, Merry Ellen. . Sibley, Katherine A. S.  (编). . John Wiley & Sons. 2016: 265–282. ISBN 978-1-118-73218-2 （英语）.
- Severn, Sue. . Gould, Lewis L.  (编). . Garland Publishing. 1996: 243–259. ISBN 978-0-8153-1479-0 （英语）.
- Watson, Robert P. . Lynne Rienner Publishers. 2001. ISBN 978-1-62637-353-2 （英语）.
- Williams, Francis Howard. . Bradley & Company. 1886. LCCN 07017439 （英语）.

## 外部連結
- 在Find a Grave上的弗朗西斯·克利夫兰